# Don Zauker
Don Zauker è un personaggio dei fumetti scritto da Emiliano Pagani e disegnato da Daniele Caluri (conosciuti anche come "Paguri") le cui storie sono state pubblicate con cadenza mensile su il Vernacoliere dal 2003 al novembre 2011. In seguito le sue avventure sono comparse in albi e raccolte appositi fino alla conclusione della serie, avvenuta ufficialmente nel 2022.

## Biografia
Donatus "don" Zauker è un prete esorcista, sboccato, dal fisico palestrato e tatuato, pornofilo, donnaiolo, tossicomane, omofobo, razzista (in particolare verso gli ebrei più che per le persone di colore) e per nulla vicino alle posizioni ufficiali della Chiesa cattolica. Il nome di Don Zauker deriva dall'omonimo antagonista della serie Daitarn 3, il capo dei cattivi, a sottolineare subito il carattere del personaggio:
(Emiliano Pagani)
Secondo il fumetto, Don Zauker è nato a Dzez-Kazan, un piccolo villaggio nei pressi della steppa del Kazakistan. Ha trascorso l'infanzia in Germania collezionando alcune presenze nelle giovanili del Karl Zeiss Jena; nel 1953 venne registrato al porto di Livorno come unico passeggero dello Spirit of Whitby, ed infine chiese di essere assunto come esorcista in Vaticano allegando alla domanda di assunzione le referenze scritte da Rasputin e Bokassa. Avrebbe "lasciato il segno un po' ovunque dall'Uzbekistan all'Amazzonia" (le tribù nomadi dell'Uzbekistan lo hanno soprannominato "Il Lupo della steppa", gli Indios della foresta amazzonica si riferiscono a lui con l'appellativo di "PAQUE-TOCH-SIACHT-NAMPUR" ovvero "lo spirito venuto da lontano a trombarci le mogli").
Nei primi anni del suo soggiorno in Italia Don Zauker riuscì ad arrivare a Pietrelcina. Venuto in possesso di diverse lettere composte da un eminente prelato riguardanti le attività di Padre Pio, studiò le attività del frate usandole come pietra di paragone per creare la sua immagine pubblica di sant'uomo, mistico e devoto.
Ha battuto 15 a 1 Papa Benedetto XVI in una partita di calcetto tenutasi negli appartamenti papali, con cui aveva un conto in sospeso per una partita svoltasi nell'estate del 1941 fra membri della Gioventù hitleriana e dobermann contro ebrei, zingari, storpi, handicappati, beduini, comunisti e gay.

## Caratteristiche
Le fattezze fisiche e qualche battuta ("se un uomo con il crocifisso incontra un uomo con la pistola, l'uomo con il crocifisso è un uomo morto") ricordano da vicino quelle di Clint Eastwood e dei duri del cinema d'azione.
La pistola di Don Zauker è una Luger P08 che porta sempre sotto la tunica (chiaro riferimento alla sua militanza nella Gioventù hitleriana durante il nazionalsocialismo, visto che la Luger era l'arma di ordinanza degli ufficiali tedeschi durante la seconda guerra mondiale).

## Pubblicazioni
Le raccolte contengono principalmente gli episodi già pubblicati sul Vernacoliere, ed alcune storie brevi inedite:
- Don Zauker esorcista (2006, Mario Cardinali Editore): i primi 27 episodi più un inedito, presentata in anteprima nel corso di Lucca Comics 2006.
- Don Zauker esorcista - Secondo avvento (2008, Mario Cardinali Editore): altri 23 episodi e un inedito.
- Don Zauker esorcista - Operette morali (2011, Mario Cardinali Editore): raccolta di tutte le tavole pubblicate sul Vernacoliere più una storia inedita.
- Don Zauker - Il verbo (2015, Paguri): raccolta di tutte le 63 storie brevi più due inediti, presentata in anteprima nel corso di Lucca Comics 2015.[5]
- Don Zauker - L'origine del male (2020, Feltrinelli Comics): riedizione dei primi 19 episodi brevi usciti sul Vernacoliere tra il 2003 ed il 2005, re-impaginati nel formato Feltrinelli Comics, con l'aggiunta di una storia inedita di 12 tavole e 12 pagine di materiale extra.
- Don Zauker - L'ultimo esorcismo (2022, Feltrinelli Comics): riedizione dei secondi episodi brevi (dal ventesimo al trentasettesimo, editi sotto il nome Operette morali insieme alla storia inedita crossover con l'altra creazione Paguri Luana la bebisitter) re-impaginati nel formato Feltrinelli Comics, più la storia inedita che dà il nome al volume.

Gli albi invece presentano ciascuno un'unica storia inedita:
- Don Zauker - Santo Subito (2009, Double Shot)
- Don Zauker - Inferno e Paradiso (2010, Double Shot): storia liberamente ispirata alla figura di Athanase Seromba, prete e criminale di guerra ruandese.
- Don Zauker - Habemus Papam (2014, Paguri)
- Don Zauker - Venga il mio regno (2018, Paguri): storia ispirata alla vicenda di Óscar Romero.[6]
- Don Zauker - Ego te dissolvo (2019, Feltrinelli Comics)
- Don Zauker - In Nomine Zauker (2022, Feltrinelli Comics)[7]

Nel 2008 il fumetto è stato pubblicato anche in Francia con il titolo Dom Zauker, Exorciste dall'editore Clair de Lune.

## Spettacoli
Durante la tradizionale festa organizzata a Livorno dalla rivista i due autori hanno realizzato uno spettacolo, in collaborazione con la compagnia teatrale I Licaoni, il "Don Zauker Talk Show", replicato durante l'edizione di Lucca Comics 2006, in seguito riproposto in diverse località.

## Premi
La serie Don Zauker esorcista ha vinto nel 2007 il Premio Micheluzzi nelle seguenti categorie:
- "Migliore Disegno per una Serie Umoristica" (Daniele Caluri)
- "Migliore Sceneggiatura per una Serie Umoristica" per l'episodio "Brasil" (Emiliano Pagani)
- "Migliore Serie Umoristica" (Emiliano Pagani e Daniele Caluri)